# Bernardo Timmermann
Bernardo Francisco Timmermann Buschung (Concepción, 18 de agosto de 1912-Santiago de Chile, 1 de noviembre de 1986), fue un fotógrafo y montañista chileno de origen alemán, que trabajó para el gobierno de la Alemania Nazi, como espía,siendo uno de los líderes de la red de espionaje alemana del Tercer Reich para Latinoamérica, durante la Segunda Guerra Mundial, que se formó dentro de la Comunidad Alemana en Chile, que tuvo como sede Valdivia, la cual estuvo bajo vigilancia de la Policía de Investigaciones junto con el FBI bajo del "Departamento 50" dirigido por Hernán Barros Bianchi. Timmermann fue arrestado junto a otros involucrados cuando la red fue desbaratada por la Policía de Investigaciones. 
Décadas más tarde, Timmermann se convirtió en dueño de una serie de terrenos en el antiguo Departamento de Yumbel, en la actual Región del Biobío, algunos de los cuales fueron expropiados durante la Reforma Agraria en 1968, y en 1972, fue víctima de tomas ilegales de sus propiedades en la misma zona, durante la radicalización de la reforma, en el Gobierno de la Unidad Popular, dirigido por el presidente Salvador Allende, lo cual hizo que por ende, fuera opositor al gobierno socialista. Posterior el Golpe de Estado, y derrocamiento de Allende en 1973, Timmermann se volvió cercano al gobierno dictatorial del General Augusto Pinochet, siendo designado como alcalde de la comuna de Cabrero en 1976, y más tarde su hijo Ingo Timmermann, el 12 de abril de 1990.

## Biografía
Bernardo Timmermann nació en Concepción, el 18 de agosto de 1912, siendo hijo de Ricardo Timmermann y Adelhaide Bouschong, llegados a Chile en la época de la denominada "Ley de Inmigración Selectiva" de 1845, que tenía por objetivo atraer a profesionales y artesanos para colonizar zonas del sur de Chile, entre las actuales regiones de Los Ríos y Los Lagos (proceso conocido como la Colonización de Llanquihue). La labor fue encargada a Vicente Pérez Rosales por mandato del entonces presidente Manuel Bulnes. Uno de los principales motivos de la inmigración extranjera al servicio del Gobierno chileno en el sur del país, fue la necesidad de expandir el territorio habitado por chilenos tras la independencia, a fin de proteger la soberanía ante cualquier intento de ocupación desde el exterior.
Durante su juventud, Bernardo Timmermann formó parte de organizaciones juveniles chileno-alemanas con una fuerte influencia nazi, nacidas incluso antes de la toma de Alemania por los nazis en 1933, debido a que, como es ampliamente conocido, aunque hubo discrepancias, la mayoría de los chilenos alemanes eran partidarios pasivos de la Alemania nazi, gobierno el cual siguió una política de nazificación de la comunidad chilena alemana. Estas comunidades y sus organizaciones fueron consideradas una piedra angular para extender la ideología nazi en todo el mundo por parte de la Alemania nazi. 
Dentro de la comunidad alemana existió una red de espionaje nazi para Latinoamérica que tuvo como sede Valdivia, la cual estuvo bajo vigilancia de la Policía de Investigaciones junto con el FBI bajo del "Departamento 50" dirigido por Hernán Barros Bianchi. Los alemanes mantenían una red de radios, en donde, mantenían comunicación de información secreta hacia Alemania. Con esta lucha se desvarato la red y se realizaron arrestos masivos a sus involucrados, entre ellos sus principales líderes Albert von Appen, Augusto Kroll, y el mismo Timermann.
Décadas más tarde, Timmermann se convirtió en dueño de una serie de terrenos en el antiguo Departamento de Yumbel, en la actual Región del Biobío, convirtiéndose entre 1957 y 1963, en propietario de un extenso terreno de 9,6 hectáreas, colindante con el reconocido balneario Saltos del Laja, territorios que en la actualidad son en parte, o de propiedad fiscal, o fueron rematados a privados, siendo expropiados en 1968, durante la administración de Eduardo Frei Montalva, como parte de la Reforma Agraria.Timmermann pudo mantener la propiedad de otros predios que había adquirido, especialmente en zonas cercanas a la ciudad de Yumbel, pero en 1972, fue víctima de tomas ilegales de sus propiedades en la misma zona, durante la radicalización de la reforma, en el Gobierno de la Unidad Popular, dirigido por el presidente Salvador Allende, lo cual hizo que por ende, fuera opositor al gobierno socialista, y tuviera cercanía con el Partido Nacional, poniéndose en contacto con el diputado Rufo Ruiz-Esquide, quién expresó mediante un oficio en el Congreso Nacional, los problemas de seguridad que estaban sufriendo propietarios como Timmermann u otros como el empresario Porfirio Ahumada (propietario de terrenos en las actuales comunas de Cabrero y Yumbel), quienes estaban sufriendo la efervescencia campesina por tomas ilegales de sus terrenos, pese a que estos eran muy pequeños para ser expropiados.
Posterior el Golpe de Estado, y derrocamiento de Allende en 1973, dirigido por el General Augusto Pinochet, Timmermann se volvería cercano al gobierno dictatorial de la Junta Militar, siendo designado como alcalde de la comuna de Cabrero, en la Región del Biobío, desde 1976 hasta 1981, sucediendo así al piloto de carreras también de origen alemán Manfredo Suiter Hertlein.Timmermann viviría sus últimos años con su familia, en su residencia en la comuna de Yumbel. Su hijo Ingo Timmermann seguiría sus pasos en la política, ya que sería el último alcalde de Cabrero designado en dictadura tras una terna, enviada por el Consejo Regional de Desarrollo del Biobío el 12 de abril de 1990,y ya en democracia, fue concejal de la comuna de Yumbel por el periodo 2000-2004.
Falleció en Santiago el 1 de noviembre de 1986. Sus restos descansan en el Cementerio Municipal de Monte Águila, comuna de Cabrero. En la capital de dicha comuna, existe un parque público llamado "Plaza Timmermann", en honor al exalcalde, la cual fuera remodelada en 2015.